# Пуля Минье

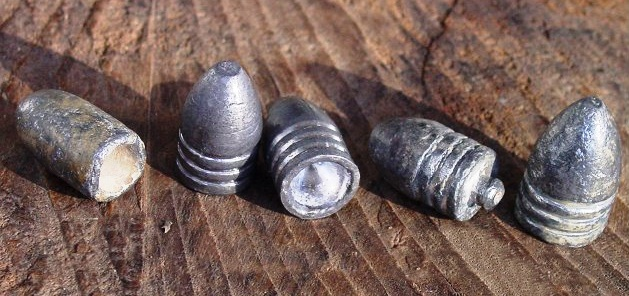
Пуля Минье

Пуля Минье — пуля для первых дульнозарядных винтовок, которая имеет коническую выемку в задней части. Особенностью данной пули является то, что при выстреле её хвостовая часть расширяется и обеспечивает надёжное зацепление пули с нарезкой ствола винтовки.

## История

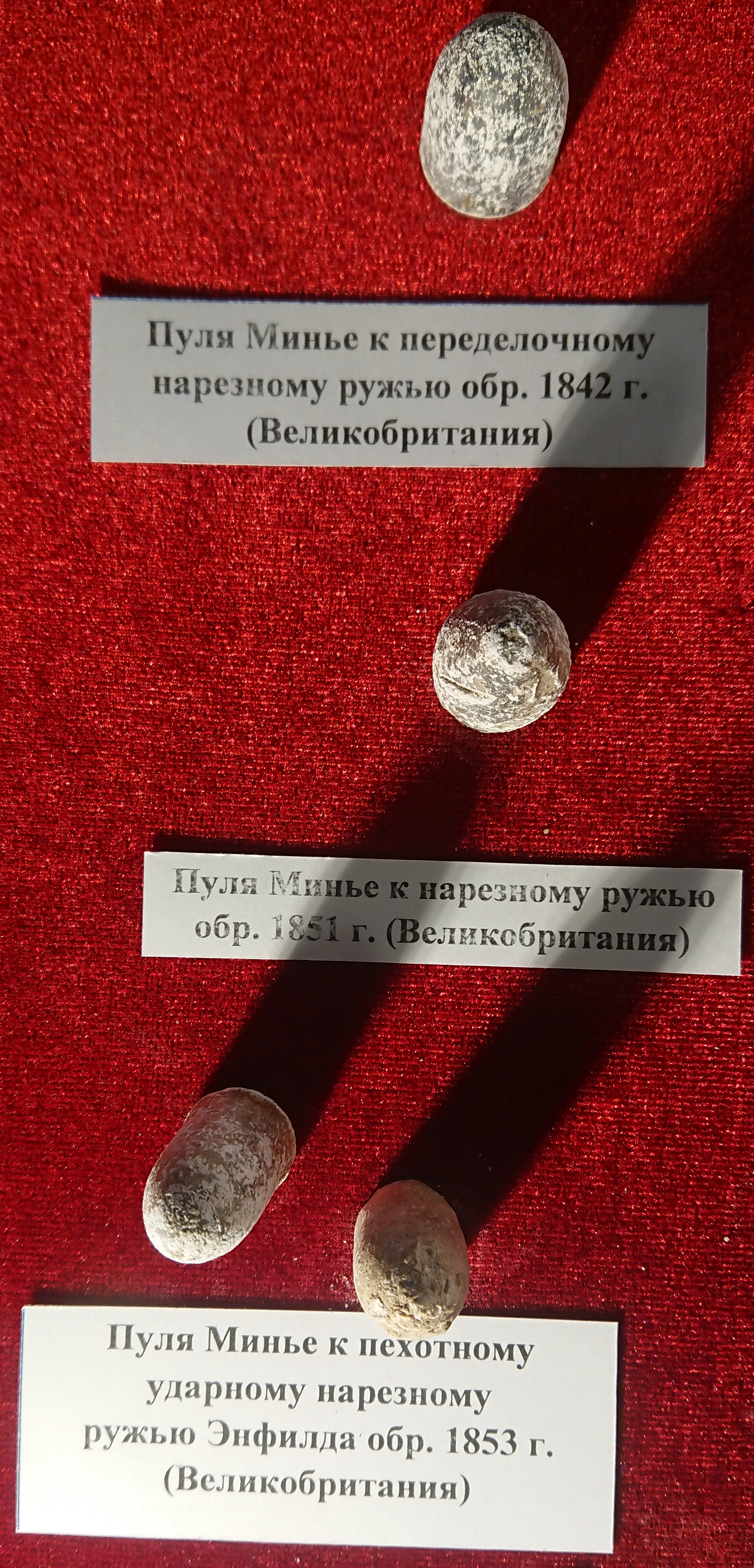
Пули Минье

По сравнению с гладкоствольными ружьями, основным оружием пехоты того времени, штуцер был чрезвычайно метким оружием. Однако для того, чтобы пуля плотно входила в нарезы, она должна была по размеру соответствовать диаметру нарезки ствола, т.е. быть чуть больше внутреннего диаметра ствола. Такую пулю требовалось забивать в ствол молотком, из-за чего в боевой обстановке из штуцера трудно было сделать больше одного выстрела в минуту. Поэтому штуцерами, имевшими низкую скорострельность, снабжали лишь отдельных солдат, являвшихся аналогом современного пехотного снайпера. Таким образом, требовалось разрешить противоречие: пуля должна легко заряжаться и одновременно прочно входить в нарезы.
Эту проблему пытались решить, подогнав пулю под профиль ствола. Для этого в стволе делали два глубоких нареза, а на пуле выступающий желобок. Пуля вставлялась выступами в нарезы и свободно продвигалась на место. Однако эти пули были значительно дороже, стрелки тратили много времени, чтобы попасть выступами в нарезы, а выступающий желобок ухудшал аэродинамические качества пули. Кроме того, при длительной стрельбе нарезы уширялись, из-за чего точность стрельбы падала.
Свой вариант штуцера с быстрой зарядкой изобрёл капитан Делвинь в 1826 г. Он применил камору с диаметром меньше диаметра ствола. Мягкая свинцовая пуля упиралась в края каморы и двумя-тремя ударами шомпола расплющивалась, входя в нарезы. Систему усовершенствовал офицер Тьери́. Чтобы пуля не проваливалась в камору, он предложил присоединить к ней деревянный поддон. Винтовка Дельвиня с пулей Тьери́ была принята на вооружении в 1840 году.
В 1846 на вооружении поступила более совершенная винтовка системы Тувенена. В казённую часть оружия был вставлен небольшой металлический стержень — так, что он оставлял место точно для порохового заряда. Пуля упиралась в стержень и расплющивалась ударами шомпола.
В 1849 году свой вариант системы быстрого заряжания нарезного оружия предложил Клод Минье. Позже эта система была усовершенствована Петерсом и Тиммергансом. Именно эти варианты получили наиболее широкое распространение для дульнозарядных винтовок.

## Конструкция
Пуля Минье имеет сзади коническую выемку, в которую вставляется коническая железная чашечка, не доходящая до дна выемки. При выстреле чашечка, будучи значительно легче пули, получает большее ускорение и доходит до дна выемки, расширяя пулю и вгоняя её в нарезы ранее, чем пуля продвинется по каналу на весьма малое расстояние. Внизу наружной части пули устраивались желобки для большей стабилизации пули в полете.
Главной проблемой новой пули была сложность и дороговизна ее изготовления. Особую проблему составлял железный вкладыш. С целью усовершенствования с пулями Минье были произведены многочисленные опыты. В 1852 г. в Бельгии Петерсом и в дальнейшем Тиммергансом было, наконец, найдено, что при правильно выбранных размерах гнезда цилиндро-стрельчатых пуль чашечки Минье уже не нужны и достаточно действия одних пороховых газов для расширения пули и вжатия ее в нарезы. 
Пули Минье и Петерса подверглись боевому испытанию во время датско-немецкой войны, причем пуля Петерса показала лучшие результаты. После этого она распространилась в других государствах.

## Применение

### Крымская война
Первое боевое применение пули Минье получили во время Крымской войны.
Российские солдаты, вооружённые гладкоствольными ружьями, могли вести эффективную стрельбу на дистанции примерно 200 шагов. Войска англо-французской коалиции благодаря применению пули Минье могли вести эффективный огонь на дистанции вчетверо большей, нанося значительные потери не только русской пехоте, но и расчетам русских орудий. Существует мнение, что данное обстоятельство послужило одной из причин поражения Российской империи в Крымской войне.

### Гражданская война в США
Во время гражданской войны в США (1861—1865) пуля Минье нашла широкое применение в армиях обеих воюющих сторон. Высокая точность стрельбы в сочетании с устаревшей тактикой атаки сомкнутым строем привела к огромным боевым потерям: не менее 626 тыс. убитых с обеих сторон.

### В России

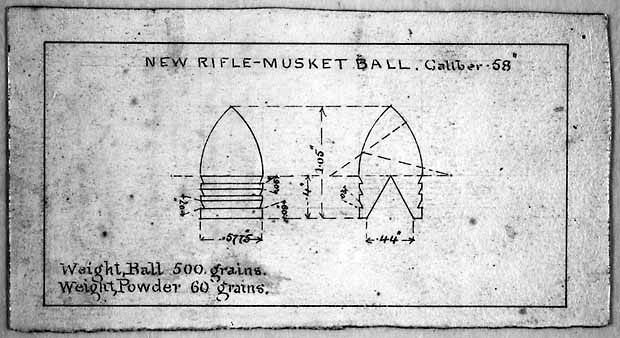
Пуля Минье, американский вариант без чашечки

В России пуля Минье с чашечкой была принята на вооружение к 6-линейным нарезным ружьям. В дальнейшем чашечки (сложные и дорогие в производстве) были исключены для большинства систем оружия, использующих принцип Минье.
С переходом к 6-линейным нарезным заряжаемым с дула винтовкам оставлена пуля с чашечкой, весом в 8 золотников. При переделе 6-линейных заряжаемых с дула винтовок в заряжаемые с казны и принятии металлического патрона оставлена расширительная пуля Минье с чашечкой, калибром равным диаметру канала по нарезам (5,3 линии).
На поверхности пули располагались желобки глубиной в 0,8 мм, в которые помещался свинец, выдавливаемый при врезании пули в нарезы. Ввиду того, что при стрельбе ружейные стволы изнашивались (допустимый в те времена предел износа — 0,8 мм), для обеспечения врезания пули в нарезы ствола наибольшего калибра (6,3 линий) к пулям применена чашечка.